# Осада Кандии
Осада Кандии (1648—1669) — осада армией Османской империи во время Критской войны (1645—1669) крепости Кандия на острове Крит, завершившаяся её падением. Осада длилась с 1648 по 1669 год и вошла в историю как одна из самых длительных. Лорд Байрон сравнил осаду Кандии с осадой Трои и назвал Кандию «соперницей Трои» (англ. Witness Troy’s rival, Candia!).
Первый этап осады Кандии начался в мае 1648 года, он длился три месяца. В течение следующих 16 лет османы не штурмовали город, а блокировали с суши и бомбардировали его без особого результата. Венецианцы пытались заблокировать Дарданеллы, чтобы перекрыть морской канал снабжения османских экспедиционных сил на Крите. В 1655 и 1656 годах в битвах в Дарданеллах венецианцы одерживали победы. Однако с 17 по 19 июля 1657 года османский флот разбил венецианский, командующий Лазаро Мочениго был убит падающей мачтой.
Венеция получала помощь от других государств после заключения мира между Францией и Испанией по Пиренейскому договору от 7 ноября 1659 года. Однако и у Османской империи высвободились дополнительные силы для действий против венецианцев после подписания в августе 1664 года Вашварского мира. Венецианская попытка отбить Канеа в 1666 году потерпела неудачу. В следующем году перебежчик проинформировал османов о слабых местах в укреплениях Кандии, что сделало усилия осаждающих более эффективными. 24 июля 1669 года потерпела поражение вылазка французов, прибывших в Кандию, кроме того, в результате случайного взрыва затонул вице-флагман флота корабль Thérèse. Это двойное бедствие стало тяжёлым ударом для морального духа защитников города. В августе 1669 года французы покинули Кандию, капитан-генерал Франческо Морозини остался только с 3600 солдатами и истощёнными запасами. 27 сентября 1669 года он сдал ключи города османскому великому визирю Ахмеду Кёпрюлю.
После падения Кандии венецианцы несколько компенсировали своё поражение, расширив свои владения в Далмации, однако попытки отбить Крит были безуспешными, он оставался османским до 1898 года.

## Предыстория
В XVII веке власть Венеции в Средиземноморье ослабла, а поскольку Османская империя усилила свои позиции, Венеция старалась поддерживать с ней хорошие отношения. Однако рыцарский орден Святого Иоанна считал своим долгом воевать с мусульманами везде, где они попадутся. Османские султаны рассматривали венецианцев как ответственных за действия всех христианских кораблей в восточном Средиземноморье, поэтому действия иоаннитов постоянно служили источником осложнений между Венецией и Османской империей. 28 сентября 1644 года эскадра мальтийских рыцарей захватила османское судно. Рыцари уплыли со своей добычей на Крит, откуда их прогнали, но все претензии Стамбула были предъявлены Венеции. Между Венецией и Османской империей существовало соглашение о противодействии пиратам, и нападение кораблей ордена на судно с людьми из окружения султана было воспринято как пиратский акт. Османский султан Ибрагим велел отомстить, после чего османская армия численностью 60 000 человек во главе с Силахдаром Юсуфом-пашой высадилась на принадлежавшем венецианцам острове Крит, захватила после двухмесячной осады Канею и затем Реттимо.

## Укрепления Кандии
В XVI веке венецианцы, ожидая нападения османов, укрепляли города Крита. В 1538 году на остров прибыл военный инженер Микеле Санмикели, один из разработчиков итальянской бастионной системы. Он изучил укрепления основных городов острова и спроектировал новые крепости с учётом местности и последних достижений военной инженерной мысли, но непосредственно строительством крепостей он не занимался. Позднее, между 1562 и 1566 годами, крепость Кандии, как и другие, была по распоряжению сената достроена Джулио Саворньяном.
В течение осады в Кандии побывали инженеры из разных стран: голландский (Врангель), германские (Вальдек, Кенигсмарк, Георг Римплер и Вермюллер), испанский (Вернеда), итальянский на французской службе (Вилла/Де-Вилль). Римплер оценивал Кандию как одну из крепостей, «которые очень редко встречаются», поскольку она расположена в удобной гавани и рядом с ней нет опасных высот. Внутри основных стен в Кандии был расположен старый замок-цитадель. С суши город был окружён стеной с семью бастионами и шестью куртинами между ними. По периметру стен шёл прикрытый путь. Каждый бастион имел отступные фланки, длина которых составляла 60 саженей (на бастионе Иисуса было 5 уровней фланков), и дополнительно защищался укреплениями, демилюнами и равелинами, расположенными согласно системе Пагана.
Внутри стен за тремя бастионами были построены кавальеры напротив высот вне стен города. Они были усилены дополнительными укреплениями и рвом. По словам Ц. Кюи, редуты и кавальеры за горжами бастионов были «особенно замечательны как опорные пункты для внутренней обороны». Со стороны моря стены были построены кремальерной линией, гавань дополнительно защищалась островом Дия. Командующий гарнизоном на первых этапах войны Камилло Гонзага ещё в 1645 году выстроил форт Сан Димитр, укрепив бастион Виктории.

## Осада
Захватив почти весь остров, османы осадили столицу — Кандию, захват которой должен был завершить покорение Крита. Осада длилась с перерывами с 1648 до 1669 года. В 1649 и 1656 годах и с 1666 по 1669 годы были полноценные осады, в остальное время османы осуществляли блокаду города без активных боевых действий.

### Начало осады Кандии (1648—1649)
Весной 1647 года в гарнизоне Кандии, которым командовали комендант Гримальди и капитан-генерал моря Франческо Морозини, было 8—10 тысяч человек, венецианцы располагали примерно 400 орудиями. В конце апреля-начале мая 1648 года османы установили на горе Сан-Лючии, расположенной напротив бастионов Иисуса и Сан Мари, батарею и начали обстрел этих бастионов. Затем в середине мая напротив форта Сан-Димитр была прокопана траншея, с левого фланга которой установили батарею из 6 орудий, которые начали обстреливать форт. В течение лета траншеи были прокопаны осаждающими до контрэскарпа, после чего османы приступили к рытью минных галерей. В дополнение, Гази Дели Хусейн, османский командир, отрезал акведук, питавший город водой, от источников каньона Агии Ирини. Но на этом продвижение османов притормозилось. Хотя османам удалось захватить укрепления Сан-Мари (28 на схеме Ла Фёйяда) и Мочениго (36 на схеме Ла Фёйяда), позднее венецианцы отбили их. После неудачной атаки на форт Св. Димитра наступило временное затишье.
Временно снять осаду Гази Хусейн-паша был вынужден в начале 1649 года из-за проблем со снабжением армии. Христианский флот в Эгейском море перехватывал османские конвои с припасами и подкреплениями. Кроме того, неуравновешенный характер султана Ибрагима и постоянные казни вызвали внутренний политический кризис, приведший к низложению Ибрагима в пользу его малолетнего сына Мехмеда IV.
После прибытия османского флота с подкреплением в июне 1649 года Гази Хусейн-паша вернулся к активным действиям. Османы атаковали укрепления, взорвав более 70 мин, но защитники устояли, а нападавшие потеряли более 1000 человек. К тому же летом возникла проблема с дисциплиной в янычарских полках. К июлю 1649 года янычары на Крите служили уже 2 года без положенных ежегодных отпусков. Осознав, что и третий год им придётся служить, они начали возмущаться. Масла в огонь подлили сообщения об отпусках части привилегированных янычаров. При этом на плечи остававшихся без отдыха ложились и обязанности тех, кто уезжал. В итоге несколько полков самовольно вернулись в Стамбул. В связи с этим Хусейну-паше не оставалось ничего иного, кроме как отказаться от активных действий, но продолжать сохранять как можно более жёсткую блокаду. Защитники города тоже не имели сил активизировать действия: если в начале кампании в городе было 6000 пехотинцев, то к 1650 году осталось лишь 4000. Остальные либо погибли в схватках, либо от голода.

### План заразить османов чумой
В 1868—1869 годах В. Ламанский работал в венецианских архивах, изучая переписку Совета десяти. Им были обнаружены письма, из которых явно следует, что в период между 1649 и 1651 годами в Венеции обсуждался план заразить османов чумой. В переписке генерального проведитора Далмации Л. Фосколо с государственными инквизиторами дважды упоминается доктор Микель Анджело Саломон, хорватский еврей. Саломон предложил изготовить из «селезенки, бубонов и карбункулов, пораженных чумой» жидкость или порошок («квинтэссенцию чумы»). Фосколо предлагал «эту квинтэссенцию чумы посеять во вражеских лагерях в Ретимно, Канее и Сан-Тодеро». Для этого нужно было заразить фески или другие предметы одежды. Ответ президента Совета десяти содержал указание отправить с этим препаратом, должным образом упакованным, Саломона для исполнения плана заражения. Но доктор категорически отказался.

### Продолжение осады Кандии (1650—1665)
К 1650 году османы начали выстраивать укрепления, чтобы контролировать связь города с миром по суше. В 1652 году к югу от города примерно в 5,5 километрах от бастиона Сабионера они построили постоянный укрепленный лагерь с пятью бастионами. Крепость назвали Новая Кандия, в ней располагалась ставка командующего османскими силами на острове. Венецианцы дважды за время осады пытались её захватить, но не достигли успеха. Неспособность венецианцев удерживать внутренние районы привела в 1656 году к потере практически всех территорий на острове. Несмотря на блокаду Дарданелл венецианским флотом и политический кризис в Стамбуле, османские силы были достаточно сильны, чтобы противостоять кампаниям венецианцев, но чтобы атаковать Кандию, сил не хватало. В 1653 году Хусейн-паша занял островную крепость Селино в заливе Суда и укрепил захваченную ранее крепость Сан-Тодеро в заливе Канеи. В последующие годы османы предприняли многочисленные атаки укреплений Кандии, в частности, в 1653, 1654, 1655 годах, в ходе которых они пытались захватить форт Св. Димитра. В период перерыва в активных осадных действиях в августе 1660 года объединённый флот из папских, мальтийских и французских судов захватил форт Санта-Венеранда и пытался освободить Канею, однако османский командующий войсками под Кандией успел к Канее и прогнал европейцев на суда. Гарнизон Кандии решил воспользоваться временным отсутствием основных сил и произвёл неудачную вылазку, потеряв 1500 человек.
Длительные перерывы в военных действиях у стен Кандии были вызваны проблемами в Османской империи. Первой из них была нестабильность власти в период женского султаната. Только приход к должности великого визиря членов семьи Кёпрюлю в 1656 году привёл к стабилизации положения. Второй проблемой была начавшаяся в 1663 году война с Австрией. Второй визирь из семьи Кёпрюлю, Ахмед, в августе 1664 года подписал Вашварский мир, завершив войну, пусть и не достигнув успехов. Однако тем самым он развязал себе руки и смог направить все усилия на Крит.

### Продолжение осады Кандии (1666—1668)

#### Активизация действий сторон
Несмотря на успехи венецианского флота, блокада Кандии продолжалась, и османы сохранили свои другие завоевания на острове до прибытия новых османских экспедиционных сил в 1666 году. А гарнизон Кандии усилился за счёт прибытия подкреплений от союзников Венеции. Помимо солдат, в город прибыли инженеры и специалисты по укреплениям. Маркиз Да Вилла (один из самых выдающихся военных инженеров семнадцатого века), направился на Крит по поручению венецианского сената и прибыл с отрядом из 8295 человек пехоты и 1008 кавалеристов. 26 февраля 1666 года он высадился на Крите и предпринял неудачную попытку осадить Канею, а затем в апреле 1666 года прибыл в Кандию. 16 апреля он расположил свой отряд из 6100 человек пехоты и 650 кавалеристов лагерем между крепостью и османами. Османы предпринимали ежедневные атаки на лагерь, который существовал до середины июня 1666 года. 13 июня Морозини приказал снять лагерь, узнав, что к османам прибудет крупное подкрепление. В укрепление Мочениго перебазировали орудия и снаряды, срыли укрепления, а под утро взорвали редут.
В сентябре 1666 года начались работы по усилению укреплений по проекту прибывшего в Кандию голландского инженера Вернеда. Были отремонтированы брустверы, усилены контрминные галереи. Работы были завершены за 40 дней. Османы тоже укрепляли свои позиции: они построили редуты напротив форта Сан-Димитр, прокопали траншеи к укреплению Сан-Мари, к флеши Crève-coeur, к равелину Сан Никола. Кроме того, османы насыпали валы перед верками. Несколько раз Вилле удавалось во время вылазок отбрасывать османов, но общая расстановка сил не менялась.
Новая османская армия прибыла на остров зимой 1666/67 года, и 22 мая началась последняя, 28-месячная, фаза осады, которую контролировал сам великий визирь. В последовавших штурмах погибло 108 000 турок и 29 088 христиан. В число этих жертв входило 280 венецианских дворян, что составляет примерно четверть Великого Совета.

#### Бастион Панигра (ноябрь 1666)
| |
| Осада Кандии .1. Укрепленная гавань 2. Замок в гавани 3. Церковь Св. Марка 4. Церковь Св. Петра 5. Церковь Св. Тита 6. Церковь Св. Франциска 7. Церковь Св. Сальвадора 8. Разрушенный новый монастырь. 9. Греческая церковь 10 11. Ворота в гавань 12. Склады 13. Батареи Арсенала 14. Место для прогулок вдоль берега 15. Мельницы 16. Ворота Траматра в гавань 17. Укрепление на берегу 18. Теналь 19. Бастион Сан-Андре 20. 21. Редут Сан-Андре, устроенный маркизом де Монбруном в 1668 году 22 Апроши османов 23 Османские батареи, поднятые на насыпи 24. Османская армия 25. Апроши османов у Панигры 26. Бастион Панигра, по описанию маркиза Вилла 27. Бастион Сабионира 28. Батерея 29. Мины 30. Батарея у лазарета 31. Новая Кандия 32. Гора Ида 33. Галеры Папы и мальтийских рыцарей. |

Чтобы возглавить войска, на остров лично прибыл великий визирь. В ноябре 1666 года он высадился в Канее с большими подкреплениями, в течение зимы и весны 1667 года шла подготовка. Последующий период осады длился 8 месяцев, и основные действия происходили вокруг бастиона Панигра. К маю османская армия составляла 70 тысяч человек, 22/ 27 мая они оказались у стен города. Кёпрюлю-паша выбрал местом атаки три бастиона — Панигра, Вифлеем и Мартиненго. 27/28 мая османы начали копать траншеи. Великий визирь приказал взорвать Новую Кандию, чтобы использовать при сооружении курганов её материалы. По капитали (линии, разделяющей угол укрепления на две равные части) каждого бастиона османы прокопали широкие зигзагообразные траншеи для перемещения тяжёлых орудий. Затем с частотой в 15—20 шагов они прокопали поперечные траншеи, параллельные фронту атаки. В этих траншеях брустверы были выше человеческого роста. По мере продвижения работ перед бастионом Панигра было выкопано 30 параллельных траншей (через год перед бастионом Сабионера было выкопано 50 параллельных между собой траншей). На концах поперечных траншей для их усиления соорудили редуты. Для того, чтобы батареи могли наносить максимальный урон, османами были насыпаны курганы. Османы обстреливали все укрепления от Сан-Мари до Сан-Андреа, но без особого результата. На 17-й день работ равелин Мочениго находился на расстоянии ружейного выстрела от траншей, на следующий день османы начали его обстрел из 7 батарей, в которые входили 55 пушек и 11 мортир. После этого османы пошли на штурм равелина, но защитники отразили атаку. Тогда османские солдаты начали копать минные галереи. Защитники равелина в ответ копали контрмины. Осаждающим удалось достичь дна главного рва перед бастионом Панигра и взорвать его контр-эскарпы и обе стороны сооружения.
30 мая 1667 года защитники произвели первую из множества вылазок, они добирались до османских рабочих, копавших траншеи, и бросали в них гранаты. К середине сентября 1667 года было взорвано более двухсот горнов (82 со стороны осаждённых и 153 со стороны осаждающих), однако ни одна сторона не получила преимущества. В первой половине сентября Да Вилла произвел вылазку, заставив османов отступить. В ответ они увеличили число орудий напротив бастиона Мочениго. В начале октября инженер Лобатье взорвал большую контрминную галерею, которая обрушила все подкопы османов в районе бастиона Вифлеем. В конце октября в контрминной галерее перед бастионом Панигра защитники взорвали сорок бочонков пороха. Этот взрыв убил 200 человек и разрушил много османских ложементов. Но османы смогли миной взорвать левый ретраншемент и в начале ноября захватили равелин Панигра. Из него они смогли попасть в крепостной ров и в середине ноября подступами двинулись по дну его к главному валу.
В середине ноября защитники Кандии осуществили вылазку в попытке защитить бастион Панигра, но не смогли помешать османам его занять. Однако проливные дожди залили все траншеи и минные галереи, и османам пришлось отложить работы на весну. В конце года османы пробовали возобновить работы напротив бастионов, но они не могли прятаться в залитых водой траншеях, и огонь защитников вынудил их отказаться от любых активных действий в этом направлении. Наступление зимы принесло осаждённым некоторое облегчение. Но османы не теряли даром зимние месяцы — великий визирь решил перекрыть канал поставок в город, по его указанию был выстроен длинный пирс для блокирования порта Кандии. Теперь Кёпрюлю-паша направил атаки против приморских фронтов.
К этому времени с мая 1666 года османские потери составили 20 тысяч человек. Ими было взорвано 212 мин и 18 фугасов, защитники выдержали 32 штурма укреплений Кандии. Потери осаждённых составили 7 тысяч солдат и 2111 женщин и детей. Было взорвано 369 мин и 19 фугасов. Гарнизон произвёл 16 вылазок за стены города, и 18 раз осаждающие и осаждённые сталкивались при встрече минных и контрминных подкопов. В конце января 1668 года османы очистили затопленные ранее траншеи, в них они разместил охрану.

#### Изменение тактики османов. Бастионы Сан Андреа и Сабионера
15 ноября 1667 года инженер капитан/полковник Андреа Бародзи, венецианец и уроженец Крита, переметнулся к врагу. Он обучил османов новым осадным французским методам — рытью параллелей (траншеи, идущие по окружности, параллельно стенам). Кроме того, именно он убедил Кёпрюлю сосредоточить усилия на бастионах Сабионере и Сан Андреа. Эти два бастиона из-за их положения были усечёнными, обладали одним лепестком (орильоном) и одной площадкой для пушек (фланк). Приморские бастионы были ниже, чем остальные, и, кроме того, защитники не могли их взорвать, поскольку Сан Андреа был возведён на скалистом основании, а Сабионера на песке. Сан Андреа находился на самом высоком месте города, подступы с одной стороны к нему были прикрыты насыпью, редутом и далеко выдвинутым фортом, возведённым Да Вилла. Именно на них и сосредоточились османы. Напротив этих бастионов великий визирь приказал возвести два временных бастиона из фашин и туров, чтобы иметь возможность обстреливать входящие в гавань суда. Недалеко от берега османы выстроили траншейные кавальеры. В конце января 1668 года османы начали рыть траншеи напротив лазарета и бастиона Сан Андреа. Сенат Венеции обратился к союзникам, но надежд получить помощь было мало. 27 февраля гарнизон предпринял крупную вылазку из всех бастионов одновременно, добившись некоторого успеха — османы понесли потери и были вынуждены отступить. Вылазка флота защитников против 20 османских галер также оказалась удачной — они отбили больше тысячи христианских рабов и пленили 400 османов. Успех вылазки ободрил защитников, и они 9 и 10 марта активно обстреливали османов, пытавшихся проводить траншейные работы. В конце марта погода опять заставила османов прервать земляные работы. Но в апреле они продолжили их, тогда как защитники в спешке заделывали бреши и копали контрмины.

21 апреля 1668 года Да Вилла покинул Кандию то ли по причине ссоры с проведитором Антонио Барбаро, то ли его отозвал герцог Савойский. Да Вилла вскоре скончался от ран, полученных при обороне Кандии. Инженер, специалист по фортификации маркиз Да Вилла, прибыл в Кандию ранее, в феврале 1666 года. Он занимался укреплениями города и командовал гарнизоном.
|                                                      |
| Вылазка французов в 1668 году.Джузеппе Гаттери, 1860 |

Помощь Кандии оказывали многие европейские правители. Племянник папы Климента IХ прибыл с отрядом и деньгами, 20 июня 1668 год в Кандию прибыл из Франции приехали маркиз Александр Дюпюи де Монбрён, герцог Франсуа де Ла Фёйяд, 3000 солдат прибыли от императора Священной Римской империи Леопольда. Маркиз де Сент-Анж-Монбрюн был назначен командующим гарнизона вместо Да Вилла. Вторым командующим гарнизона Кандии был назначен Катарино Корнаро.

К лету османы приблизились к укреплениям вплотную. Как описал положение де Ла Фёйяд: 
С той стороны, откуда можно было осаждать эти бастионы [Сан Андреа и Сабионера], совсем не было земли для возведения укреплений, они [турки] набрали её между [бастионом] Панигра и равелином Св. Духа. Уже не приходилось сомневаться, что грунт предназначен для устроения полевых укреплений перед бастионом Сан Андреа. Все неприятельские войска спустились к нему и к Сабионере, перетаскали туда, также и с гор, невероятное количество земли, устроили, благодаря насыпям, две осадные позиции и подобрались наконец так близко к обоим бастионам, как не удавалось в течение почти двух лет, и чрезвычайно стеснили их.
В конце июля 1668 года начался обстрел бастиона Сан Андреа, одновременно напротив бастиона Сабионера начали копать траншеи. 22 августа османы взорвали 9 горнов и пробили брешь шириной 90 шагов в эскарпе бастиона. 26 августа они предприняли неудавшийся штурм бреши. Однако потери защитников были очень велики и разрушение было столь значительно, что положение их стало критическим.
В городе защитники заделывали повреждения и бреши, построили контр-батареи на кавальере Дзане, на укреплениях бастионов Сабионера, Св. Франциска и в цитадели. Перед контр-эскарпами равелина Св. Духа до бастиона Сан Андреа были сооружены боннеты (покрытие из земли, мешков с землей или дёрна над бруствером, углами равелинов, контргардов и т. д. для защиты обороняющихся).
В середине ноября 1668 года в Кандию прибыли войска герцога Лотарингского, а также отряд из 300 французских и мальтийских рыцарей. За зиму 1668/69 года не произошло кардинальных изменений в ситуации. Османам не удалось приблизить траншеи ближе, но расстояние и так уже было достаточно мало, осаждённые и осаждающие могли со своих позиций переговариваться. Воспользовавшись передышкой, защитники усиленно чинили бреши и устроили на бастионе Сан Андреа второй ретраншемент.

### Последний этап осады (1669)
С весны 1669 года османы продолжили осаду.  В середине апреля они пробили брешь шириной 20 с половиной саженей в бастионе Сабионера, а в равелине Св. Духа — брешь в 15 с половиной саженей. Тем не менее, османы не торопились штурмовать город, продолжая обстрел укреплений. У осаждённых чувствовалась нехватка продовольствия, боеприпасов и солдат.
12 мая османы взорвали горн под валом и пошли на штурм, но защитникам города удалось отбросить их назад и произвести вылазку. Катерино Корнаро удавалось сдерживать напор осаждавших, но 13 мая Катерино Корнаро погиб от взрыва бомбы. 12 или 13 мая  в Кандию прибыл граф Вальдек с 3 тысячами человек, присланными герцогом Брауншвейгским Рудольфом и герцогом Лауэнбургским Юлием Францем, и ему поручили защищать бастион Сан Андреа.

20 июня 1669 года в Кандию прибыли герцог Филипп де Ноайль с отрядом из 7 тысяч человек пехоты, и герцог Франсуа де Бофор с 2 тысячами моряков. В это время шли переговоры между Венецией и Османской империей о мире. Ободрённые прибытием помощи, венецианцы прервали переговоры. Прибытие второй половины французских экспедиционных сил возродило моральный дух защитников, 15 или 25 июня Ноайль и Бофор произвели вылазку из бастиона Сабионера. Они застигли османов врасплох и добились краткосрочного успеха, однако взрыв порохового погреба посеял среди французов панику, и они отступили. Османы потеряли полторы тысячи человек, а французы втрое меньше, однако среди погибших оказался герцог Бофор, убитый выстрелом из ружья. Тело его так и не было никогда обнаружено. Вылазка не прервала работ османов, они продолжали обстреливать и теснить бастион Сан Андреа.
|                                                              |
| Герцог Ноайль прощается с защитниками.Джузеппе Гаттери, 1860 |

19 июня отряд защитников из 300 человек произвёл вылазку, им удалось перебить османских солдат в ближайших к бастиону Сабионера траншеях, но в этот раз им не удалось уничтожить обстреливавшую бастион батарею. Лишь на следующий день, взорвав контрмины, они повторили вылазку и уничтожили два орудия. Несмотря на прибывающие на помощь Кандии отряды европейцев, османы продолжали атаки на бастион Сан Андреа. К середине июля они даже заняли часть валов бастиона и продолжали его штурмовать, однако ни Сан Андреа, ни Сабионера не сдавались. 24/25 июля в гавани произошло сражение, один только флот при этом выпустил до 15 000 пушечных ядер. Одновременно французы произвели вылазку. Однако османы были хорошо защищены своими глубокими земляными сооружениями и понесли сравнительно небольшой ущерб. Кроме того в результате случайного взрыва затонул вооружённый 58 пушками вице-флагман флота, 900-тонный французский военный корабль Thérèse, что привело к значительным жертвам и среди французов и на находившихся рядом венецианских судах. В общей сложности на шести венецианских галерах было убито 28 человек и 56 ранено, в то время как потери французов составили 421 погибших и 219 раненых. Османские перебежчики сообщали, что османы потеряли при вылазке более чем 1200 человек, хотя согласно В. Бигге это сильно преувеличенное число. Это двойное бедствие стало тяжёлым ударом для морального духа защитников города. В сочетании с катастрофой в предыдущем месяце это ещё больше испортило отношения между французами и венецианцами. В тех немногих операциях, которые предпринимались в течение следующих нескольких недель, венецианцы и французы не могли наладить сотрудничество, в то время как плохое положение с поставками, распространение болезней среди их войск и постоянное истощение сил заставили французских командующих особенно стремиться к отъезду.
26 июня в Кандию прибыл герцог Шлезвиг-Гольштейн-Зондербург. 8 августа умер граф Вальдек от последствий ранения, полученного 16 июля. 20 августа из-за ссор с Морозини и де Монбрёном уплыл отряд герцога Ноайля, вслед за которым Кандию оставили мальтийцы и папский отряд. Узнав об отплытии французов, 24/25 августа османы произвели общий штурм. Две атаки были отбиты с помощью мин, но для Морозини было ясно, что удерживать город больше невозможно, поскольку бастионы Сан Андреа и Сабионера были настолько разрушены, что полагаться на них уже было нельзя. К тому же, прибывший незадолго до этого в Кандию с 600 солдатами герцог Алессандро II Пико делла Мирандола свидетельствовал, что к его приезду гарнизон сократился до 4000 человек.

### Капитуляция города
27/30 августа в осаждённой крепости состоялся военный совет, двое из членов совета (проведитор Бартоломео Гримальди и маркиз Монбрён) были готовы взорвать крепость, но остальные члены совета были против. На совете было принято решение о капитуляции. Но перед тем, как капитулировать, защитники переместили больных и раненых на суда, и 29 августа взорвали все бывшие в наличии мины. По свидетельствам очевидцев, земля от взрывов дрожала. Последний огонь по нападавшим защитники открыли 3 сентября, израсходовав все снаряды, а на следующий день подняли белый флаг.
Город был сдан 5/6 сентября 1669 года. Соглашение, заключённое Морозини с османами, было относительно щадящим для капитулировавшей стороны:
| 1. Защитники города получили 12 дней для сбора имущества и эвакуации на остров Стандия и 3 недели, чтобы покинуть Крит; 2. Защитники должны оставить османам 30 пушек и часть муки; 3. Эгейские острова Тинос и Китера и изолированные островные крепости Спиналонга, Грамвуса и Суда у побережья Крита, а также территории в Далмации оставались владениями Венеции; 4. Ежегодная дань в размере 500 тысяч дукатов, которую Венеция платила османам, отменялась. |

27 сентября 83 ключа от городских сооружений были символически переданы великому визирю на развалинах форта Сан Андреа. Мирный договор окончательно был подписан лишь через 2 года 24 октября 1671 в Салоне.

## Осада и история военного дела
Римплер писал, что почвы в окрестностях Кандии позволяют проводить контрминные подкопы. В конце XV века в осадных действиях стали использоваться пороховые мины. Причём их использовали как нападающие, так и защищающиеся. Нападающие рыли минные галереи, а осаждённые — контрминные галереи. В Кандии такая минная война была особенно активной. Вокруг крепости была устроена целая сеть впервые применённых контрминных галерей. От наружных верков, усиленных контрминными галереями, ко внутренним были проложены подземные ходы. Однако недостаточная опытность в расчётах размера заряда приводила к тому, что их рассчитывали наугад, а не по формулам.
Большое количество практических инженеров и артиллеристов обобщили опыт, полученный при защите Кандии, в своих трудах. При защите Кандии Да Вилла применил то, что потом было названо Вобаном параллели. Менно Кугорн, хотя и не был участником защиты Кандии, но изучил опыт применения скрытых батарей при защите Кандии и стремился воспроизвести его. Для Римплера опыт, приобретённый на последнем этапе обороны Кандии в 1669 году, оказался неоценимым при защите Вены от османов в 1683 году. Римплер сформулировал стратегию защиты, опираясь на то, что главная угроза будет исходить от османских минёров, как это было в Кандии. Луиджи Марсильи, наблюдавший осаду Вены с османской стороны, писал про осаду Кандии, что «эта осада привела к изменениям в древней дисциплине янычар, и в подготовке войск к способам осады крепостей». По словам британского военного историка Кристофера Даффи «защита Кандии была во всех отношениях достойна того, чтобы причислить её к эпической осаде Остенде в начале столетия и как подвиг, и как академию „войны крепостей“ для нового поколения инженеров».

## Итоги
Венеция сохранила владения Грамвуса, Суда и Спиналонга, где венецианские суда могли остановиться во время путешествий в восточное Средиземноморье. После падения Кандии венецианцы отчасти компенсировали утрату за счёт расширения владений в Далмации. На острове был образован Вилайет Крит, в 1898 году после Критского восстания было создано Критское государство, которое в 1913 году воссоединилось с Грецией.

## Комментарии
1. ↑  Паган предложил, чтобы фланки были перпендикулярны оборонительной линии. Фронт рисовался по следующим правилам: стена имела форму многоугольника, сторона которого была не больше 362 метров. К стороне следовало провести серединный перпендикуляр с внутренней стороны и отложить отрезок, составляющий от 1/7 до 1/5 от стороны. Конец отрезка прямыми линиями соединялся с вершинами углов бастионов. На этих линиях откладывалась длина фасов, которая должна была составлять от 1/3 до 2/7 стороны многоугольника[10].

В системе Пагана были ещё усовершенствования:
  1. земляной редюит сооружался не снаружи, а внутри равелина;
  2. перед бастионом располагались контргарды, чтобы защищать главный вал; сооружался укрытый путь с плацдармами;
  3. внутри бастионов сооружались ретраншементы, отделённые от бастионов рвами[10].
2. ↑  За свои услуги Бародзи был вознаграждён пенсией в размере 3000 талеров и землями на Крите. Венецианские инквизиторы охотились за ним двенадцать лет, о чём свидетельствует переписка с байло и агентами. Несколько раз предпринимались попытки отравить предателя, однако ему удавалось спастись. Убит он был лишь в 1682 году[29][30].